# 奇薩戈縣
奇薩戈縣 （英語：Chisago County）是美國明尼蘇達州東部的一個縣，東隔聖克羅伊河與威斯康辛州相望。面積1,146平方公里。根據美國2000年人口普查，共有人口41,101人。縣治申特城 (Center City)。
成立於1851年9月1日。縣名來自一個名為Ki-chi-sago的湖泊 （奧吉布瓦語的意思是「大而可愛」）。州議會原來要把它命名為Chisaga縣，但最後一個字母被誤寫為o。